# گای لوکس
گای لوکس (انگلیسی: Guy Lux; ۲۱ ژوئن ۱۹۱۹ – ۱۳ ژوئن ۲۰۰۳) مجری تلویزیون، تهیه‌کننده تلویزیونی و کارگردان فیلم اهل فرانسه بود.